# Рельєф Львівської області
Рельєф Львівської області, є складним і різноманітним через специфіку геологічної будови, тривалу історію формування та палеокліматичні особливості. Область поєднує різні типи рельєфу: низовини, височини, горбогір'я та гори.
Сучасна геоморфологічна регіоналізація показує, що територія Львівщини охоплює частини чотирьох геоморфологічних областей
1. Волино-Подільська височина та пасмо Розточчя — вони утворилися на стародавніх платформних структурах, таких як Східно-Європейська платформа та виступ епіпалеозойської Західно-Європейської платформи.
2. Передкарпатська височина — сформована в зоні Передкарпатського прогину.
3. Скибові (Зовнішні) Карпати — їхня структура базується на складчастих флішових породах, ускладнених лускоподібними насувами.
4. Вододільно-Верховинські Карпати — вони утворені на флішових відкладеннях Кросненської зони, де переважають антиклінальні складки та широкі синкліналі.

## Волино-Подільська височина та пасмо Розточчя
Волино-Подільська височина поділяється на три геоморфологічні підобласті: Волинську височину, Мале Полісся і Подільську височину.

### Волинська височина
У межах Львівської області Волинська височина представлена своїм південним пасмом, яке називається Сокальським та розташоване у північній частині області.

#### Сокальське пасмо

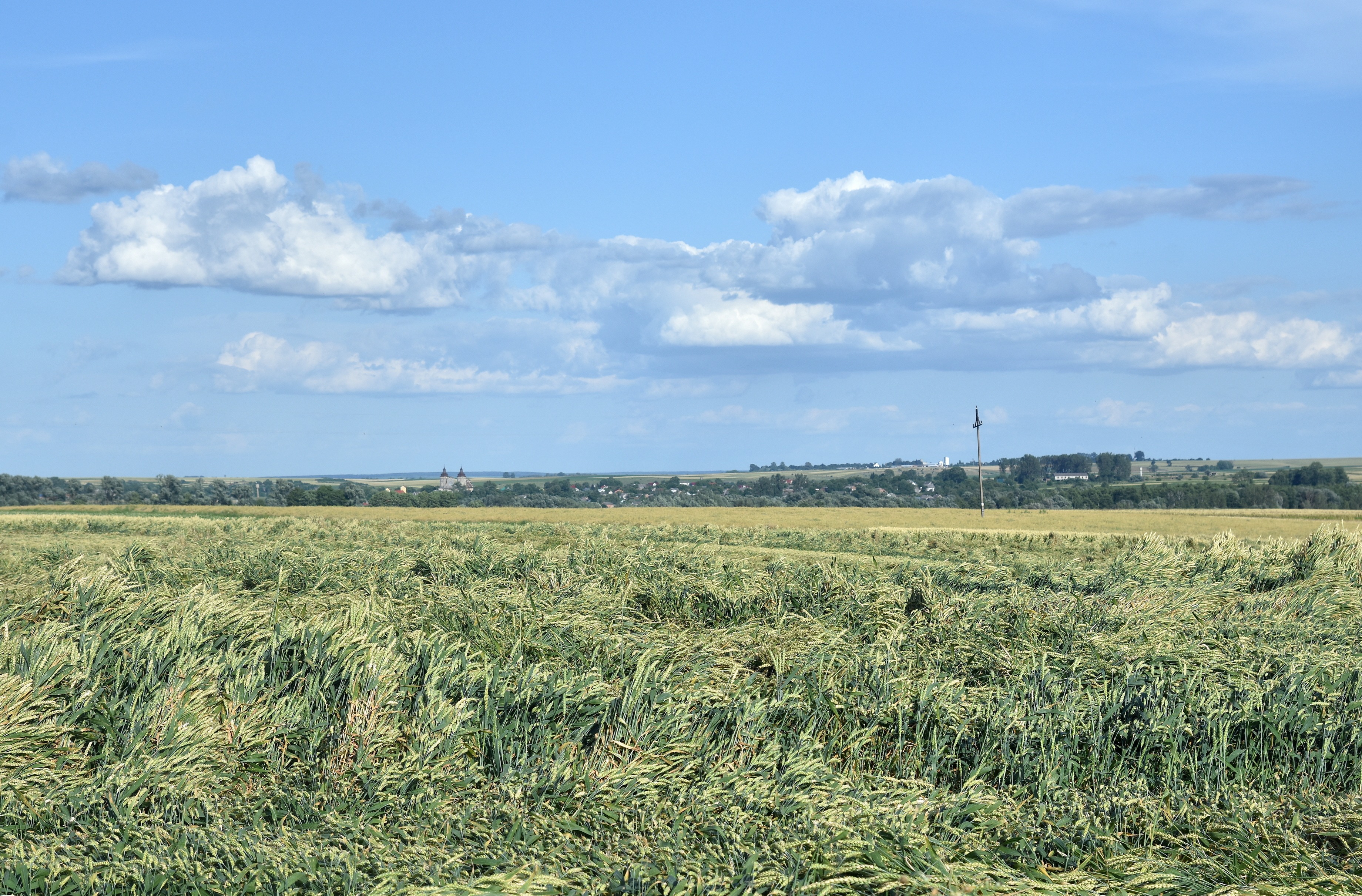
Сокальське пасмо. Вид на село Варяж

Сокальське пасмо — це хвилясте підвищення заввишки до 290 м, яке тягнеться із заходу на схід, переходячи з території Польщі та Волинської області. Рельєф характеризується чергуванням пагорбів і долин. Височина розділена долиною річки Західний Буг, яка має широкий профіль із низьким пологим лівим берегом і високим правим берегом. Лівий берег називають Забузькою стороною, а правий Тартаківською. Формування пасма пов'язане з геологічними процесами, що спричинили появу хвилястих височин. Підґрунтя складається з відкладів палеогенового та неогенового періодів, переважно піщано-глинистого складу.

### Мале Полісся
Цю геоморфологічну область також називають Внутрішня рівнина Верхного Бугу та Стиру, у Львівській області Мале Полісся має трикутну форму з розширенням на заході до 60—70 км і звуженням за її межами на сході до 5—6 км. Являє собою плоскохвилясту низовину. Поверхня слабо розчленована. Трапляються еолові форми рельєфу. Найпоширеніші гірські породи, що виходять на поверхню, — верхньо-крейдові мергелі й антропогенні дрібнозернисті піски. Є значні поклади торфу. В ландшафтній структурі Малого Полісся панують природно-територіальні комплекси поліського типу. В окремих місцях поширені лісостепові ландшафти. Походження Малого Полісся пов'язане з палеогеографічними умовами антропогену. Велике значення у формуванні рельєфу й антропогенних відкладів мала діяльність текучих вод та водно-льодовикових потоків, розмиваючу роль яких підсилили неотектонічні рухи. В межах Малого Полісся виділяють такі геоморфологічні райони:
- Ратинська плоско-хвиляста водно-льодовикова та алювіально-денудаційна рівнина;
- Бугсько-Стирська плоско-хвиляста воднольодовикова та алювіально-денудаційна рівнина;
- Радехівська хвиляста денудаційна рівнина;
- Підподільська хвилясто-останцева денудаційна рівнина;
- Грядове Побужжя з еоловими лесовими пасмами і широкими міжпасмовими долинами.

#### Ратинська рівнина
Ратинська плоско-хвиляста водно-льодовикова та алювіально-денудаційна рівнина, розташована в західній частині Малого Полісся, охоплює басейн річки Рата. Формування рівнини відбулося під впливом талих вод льодовика окського зледеніння, які утворили плоскохвилясті водно-льодовикові рівнини, чергуючись із заболоченими та алювіальними рівнинами. Рельєф урізноманітнюють піщані дюни, лесові гряди та денудаційні горби, особливо виражені в передрозточанській зоні. Висоти місцевості переважно не перевищують 200—210 м.

#### Бугсько-Стирська рівнина
Бугсько-Стирська плоско-хвиляста воднольодовикова та алювіально-денудаційна рівнина характеризується переважними висотами 210—220 м, а піщані горби досягають 230—250 м. У структурі рельєфу цього району межирічні ділянки займають хвилясті рівнини з перетвореними водно-льодовиковими відкладами та локальні денудаційні хвилясто-горбисті поверхні на крейдових мергелях. Вздовж долин Західного Бугу та Стиру розміщені широкі алювіальні заплави і надзаплавні «борові» піщані тераси. Значну роль у формуванні рельєфу відіграють еолові (дюнні) форми, які особливо помітні вздовж річкових долин, а також заболочені низини з біогенним мікрорельєфом.

#### Радехівська рівнина
Радехівська хвиляста денудаційна рівнина, яка належить до окраїнно-поліського типу рівнин і розташована між річками Буг і Стир. Середні висоти території становлять 220—240 м, а максимальна точка досягає 274 м (на північ від Радехова). Рельєф формується переважно хвилястими денудаційними підвищеннями з мінімальним ерозійним розчленуванням, які утворилися на верхньокрейдових мергелях. Ці породи зазнають впливу процесів карстування та лінійного розмиву. Рельєф доповнюють типові для Малого Полісся еолові (вітрові), флювіальні (річкові) і болотно-біогенні форми, що надає території різноманітності.

#### Підподільська рівнина

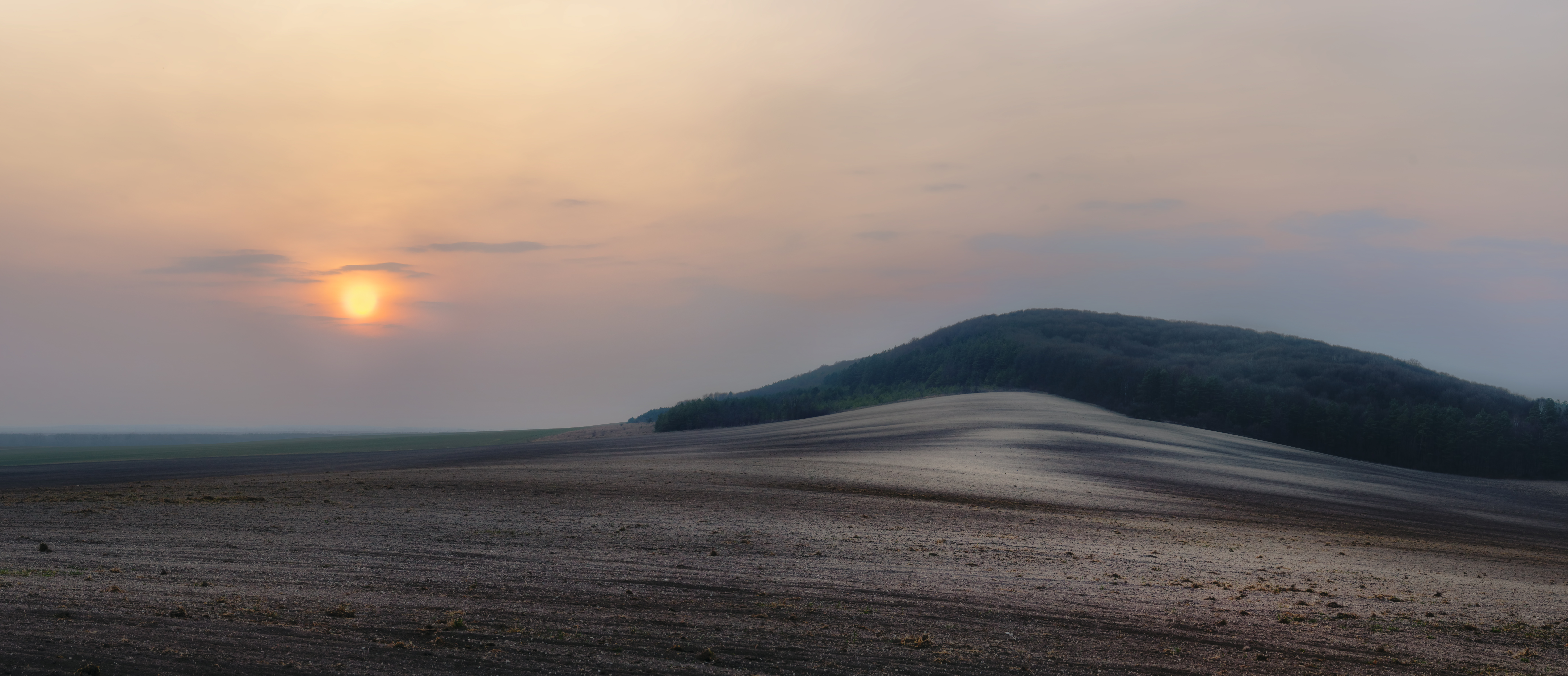
Жулицька гора

Підподільська хвилясто-останцева денудаційна рівнина розташована в південно-східній частині Малого Полісся, у рельєфі переважають флювіальні форми (заплави, надзаплавні тераси) та фрагменти біогенно-флювіальних рівнин. Особливістю території є останцеві горби зі значними крутосхилами, такими як гори Свята, Жулицька та Городиська, висота яких на 70–100 м перевищує навколишню місцевість. Також зустрічаються пологосхилові горби біля сіл Словіта та Галицьке. Основними формами рельєфу є хвилясті поверхні на крейдових мергелях, що виникли внаслідок денудації, а також плейстоценові вирівняні поверхні різного рівня. На півночі район обмежений лінією Буськ — Броди, а на півдні переходить у широкі долини річок Золочівки, верхів'їв Західного Бугу та Стиру, частково заходячи в Гологоро-Кременецьке горбогір'я.

#### Грядове Побужжя
Грядове Побужжя з еоловими лесовими пасмами і широкими міжпасмовими долинами, інша назва — Пасмове Побужжя — південно-західна частина Малого Полісся. Розташоване на північ та схід від Львова. Характеризується наявністю ряду підвищень у вигляді пологих гряд (пасом), які простягаються зі заходу на схід (більшість з них — паралельно одне до одного). Грядове Побужжя є відносно низинною областю, обмеженою досить урвистим уступом від Розточчя, Львівського плато і (частково) Львівського Опілля. Таких гряд виділяють сім і їхні назви пов'язані з назвами населених пунктів:
(з півночі на південь)
- Смереківська
- Куликівська (Дорошівська)
- Грядецька
- Малехівська (Дублянська)
- Винниківська
- Дмитровицька (Чижиківська)
- Звенигородська

Їхня висота в середньому над днищами становить 40–50 м, а в передрозтоцькій частині — до 80–100 м. Абсолютні висоти пасм досягають 250—280 м, відносні — 30–50 м. Ширина пасм — кілька кілометрів, а протяжність — кілька десятків кілометрів. Специфіку цьому району надають останцеві горби: Червоний Камінь, Мокротинська гора (Куликівська гряда), Кам'янопіль (долина Полтви), що складені стійкими пісковиками.

### Подільська височина
Височина на південному заході України, у Тернопільській, Хмельницькій, Вінницькій та частково Львівській, Івано-Франківській, Чернівецькій і Одеській областях. Подільська височина входить до складу Східноєвропейської рівнини. В межах Львівської області Подільська височина включає в себе такі геоморфологічні райони:
- Гологоро-Вороняцьке горбогірне пасмо з підрайонами: Гологірське пасмо; Вороняцьке (Верхобузьке) пасмо;
- Опільська височина з підрайонами: Перимишлянське Опілля; Бібрське Опілля; Стільське Опілля; Ходорівське Опілля;
- Львівське плато;
- Городоцько-Щирецька рівнина.

#### Гологоро-Вороняцьке горбогірне пасмо
Гологоро-Вороняцьке структурно-денудаційне горбогір'я, один з геоморфологічних районів Подільської височини на Львівщині. Район чітко вирізняється з боку Малополіської рівнини завдяки Північно-Подільському уступу, що є геоморфологічним феноменом національного значення. Протяжність району має північно-східну орієнтацію, з перевищенням над рівниною на 100—220 м. Дискусійними є виділення південної мережі крайового Гологоро-Вороняцького району Подільської височини. За морфотектонічними критеріями ця межа фіксується вздовж серії уступів, узгоджених у простяганні з Північно-Подільським уступом. Район має найвищі абсолютні висоти на рівнинній частині Львівщини.

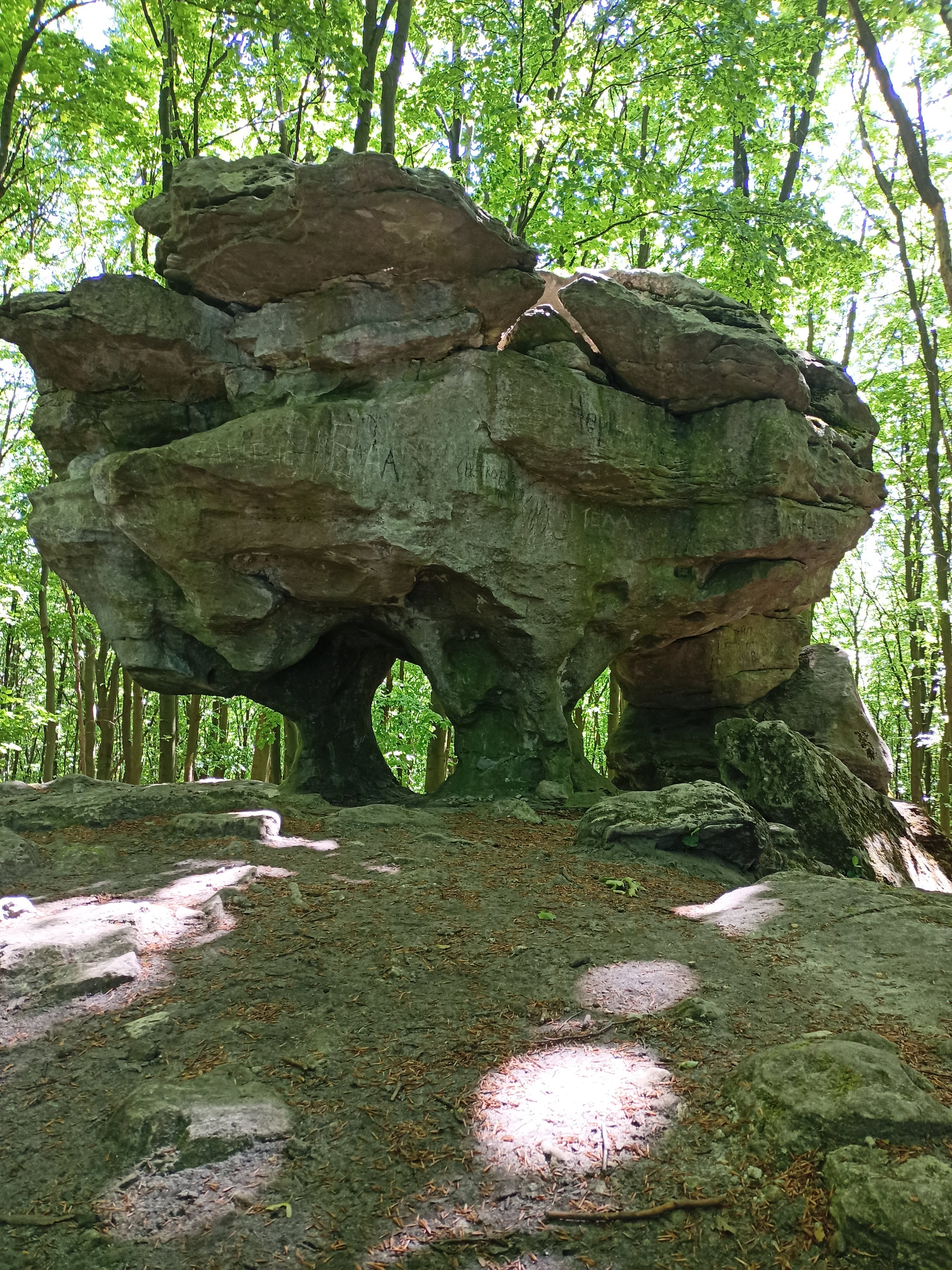
Пам'ятка природи «Триніг»

Основні вершини: г. Камула (471 м — найвища точка Подільської височини), г. Замчисько (452 м), г. Вапнярка (460 м), г. Лиса Гора (412 м). Породи району представлені верхньокрейдовими мергелями, баденськими пісками, пісковиками та вапняками. В межах Львівської області цей геоморфологічний район включає, ще два підрайони:
- Гологірське пасмо — є частиною Гологоро-Кременецького кряжа, довжиною 45 км і шириною близько 10 км. Найвища точка — гора Камула (471 м), яка є найвищою вершиною всієї Подільської височини. Пасмо має асиметричну форму: на північному заході обривається крутим уступом до рівнини Малого Полісся. На південному сході поступово переходить у Перемишлянське горбогір'я. Поверхня розчленована долинами та балками приток Західного Бугу й Дністра. Характерні геологічні породи: мергелі, алеврити, пісковики, піски, вапняки верхньокрейдяного та пліоценового віку, покриті лесоподібними суглинками. Поширені ерозійні процеси.[8]
- Вороняцьке пасмо — є частиною Гологоро-Кременецького кряжа, в межах області простягається на 40 км завдовжки, ширина коливається від 10 до 30 км. Географічно розташований східніше річки Золочівки. Абсолютні висоти в районі становлять 350—440 м, найвищі точки — гора Високий Камінь (440 м) і гора Кам'яна (437 м). Формуються мергелями, вапняками, вапнистими пісковиками та іншими породами. Унікальність району надають скельні утворення, наприклад, скеля Триніг, та глибоко врізані яри й балки. Біля села Підкамінь знаходяться скелі, утворені сарматськими пісковиками та вапняками.[9]

#### Опільська височина
Опільська структурно-денудаційна горбогірна-долинна височина, вирізняється асиметрією пасм і річкових долин, чергуванням підвищень і долин діагонального та меридіонального простягання. Рельєф сформований на горизонтально залягаючих породах баденію та крейди (вапняки, пісковики, піски, мергелі), з впливом лесових покривів. Характерні ерозійно-акумулятивні форми (русло, заплава, тераси). Височина поділена на чотири підрайони: Перемишлянське, Бібрське, Стільське, Ходорівське.
- Перемишлянське Опілля — займає північну частину Міжлипенського горбогір'я, що розташоване на межиріччі Золотої Липи і Гнилої Липи. Переважає горбогірний тип рельєфу, на який припадає близько 60 % площі, а 40 % території займають широкі долини басейнів Золотої Липи та Гнилої Липи. Абсолютні висоти в середньому не більше 350 м, і лише поодинокі масиви піднімаються понад 400 м.[11]
- Бібрське Опілля — розташовується на межиріччі Гнилої Липи — Давидівки — Лугу. Переважаючі абсолютні висоти становлять 300—350 м. Рельєф сильно розчленований основними річками та їх притоками.[11]
- Стільське Опілля — займає межиріччя Лугу та Зубри. Рельєф розчленований ще двома долинами річок та їх притоками — Колодницею і Суходілкою. Абсолютні висоти становлять — 370—400 м.[11]
- Ходорівське Опілля — на півдні обмежене річкою Дністер, а на півночі межує Бібрським і Стільським Опіллям. Абсолютні висоти становлять 340—380 м.[12]

#### Львівське плато
Львівське плато — підвищена горбиста місцевість у центральній частині Львівської області. Плато має чітко виражені межі на півночі, заході та сході: уступи до Львівської улоговини, Городоцько-Щирецької рівнини, Малого Полісся та Львівського Розточчя. Свою назву (Львівське плато) ця територія одержала через відносну плавність рельєфу, наявність широких привододільних поверхонь і, особливо, через загальну припіднятість над навколишніми просторами. Абсолютна висота вододілів досягає 340—345 м. Рельєф ускладнений плоскодонними балками, карстово-суфозійними западинами та широкими долинами річок (Зубра, Щирець, Зимна Вода, Давидівка). На півночі та в центрі під лесоподібними суглинками знаходяться вапняки та гіпси міоцену, у південній частині рельєф визначають міоценові вапняки й піски, що залягають горизонтально.

#### Городоцько-Щирецька рівнина
Городоцько-Щирецька еолово-денудаційно-карстова пасмово-хвиляста рівнина розташована на межиріччях Верещиці, Щиреця з притокою Ставчанкою, Зубри і Давидівки, прикрита лесовидними суглинками і з лісостеповим типом ландшафту. Домінуючі висоти перебувають на відмітках 270—300 метрів. Рельєф цієї території дуже різноманітний, поєднує денудаційні, карстові й воднольодовикові форми, що дає змогу виділити тут три мікрорайони: власне Городоцько-Щирецьку рівнину, де переважає денудаційний і денудаційно-карстовий рельєф з вираженими долинами, Білогоро-Мальчицьку улоговину де грядовий «лесовий» рельєф, чергується з денудаційними долинами та Комарнівську рівнину де переважають воднольодовикові й алювіальні рівнини. Тут також поширені різноманітні форми карсту: Глибокі озера (Синє, Чорне, Плесня, Безодня), карстові лійки в районах сіл Горбачі, Піски, Заклад, Сердиця.

### Розточчя

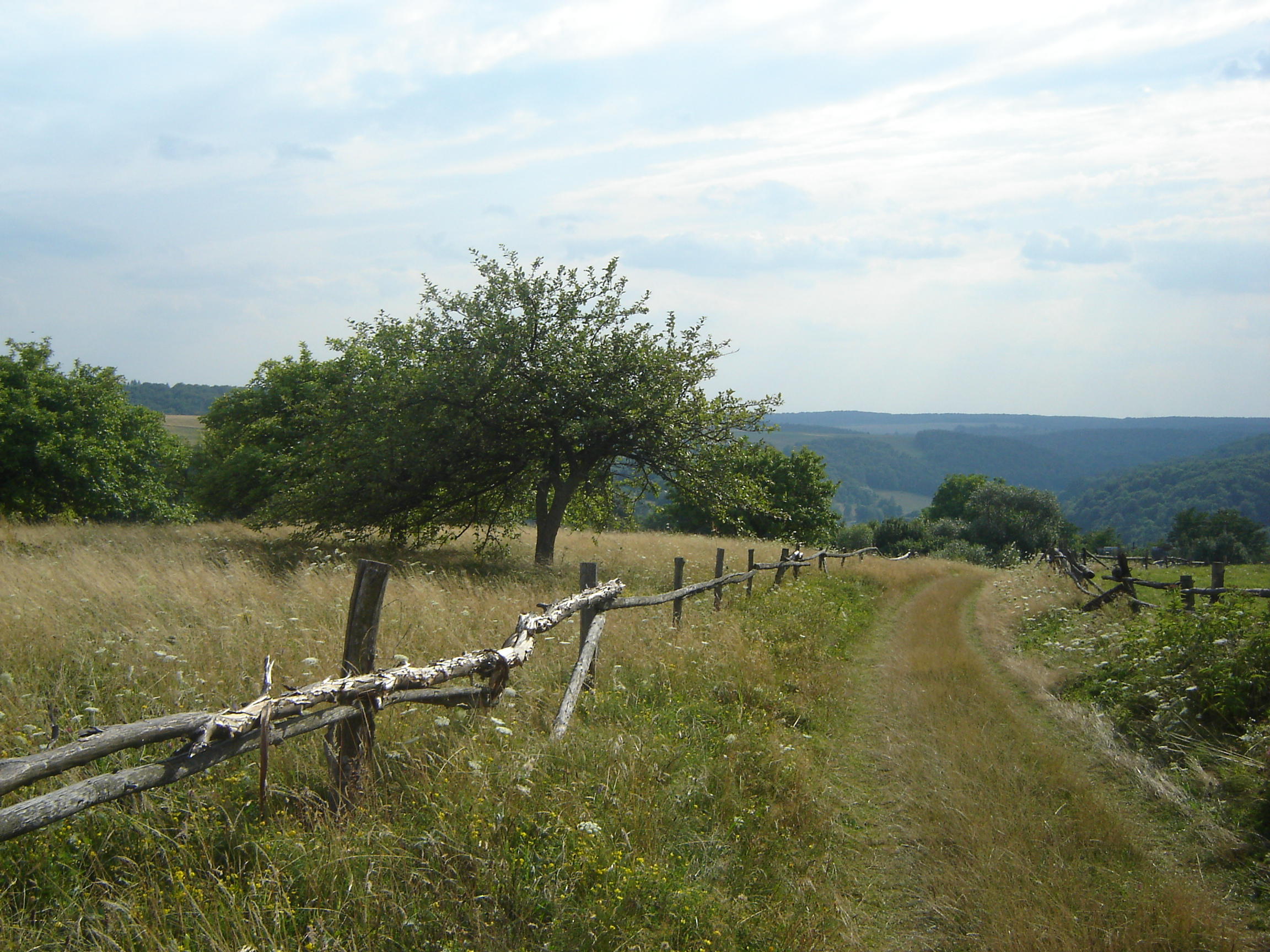
Розточчя в околицях с. Майдан

Пасмоподібна височина завдовжки 180 км, яка простягається з північного заходу на південний схід від Красніка (Польща) до Львова. Це важливий вододільний рубіж, що розділяє басейни Вісли та Дністра, а відповідно Балтійського і Чорного морів. Рельєф структурно-денудаційний, поєднує хвилясті межиріччя, вузькі долини, останцеві форми та платоподібні підняття, з крутішими північно-східними, та пологішими південно-західними схилами. Відносні висоти коливаються від 50 до 100 м, найбільші з них — у південно-східній частині (басейни Млинівки, Брюховичанки, Старої, Верещиці). Найвищі вершини зосереджені на півдні, зокрема гора Булава (397,3 м) та кілька вершин біля сіл Фійна, Майдан і Дубровиця, висотою близько 390 м. Найвища точка — гора Чортова Скеля (409 м) біля Львова. У межах Українського (Південного) Розточчя виділяють три геоморфологічних підрайони:
- Львівське Розточчя — ерозійний рельєф із яркоподібними долинами;
- Янівське Розточчя — з денудаційно-останцевим типом рельєфу;
- Равське Розточчя — з останцево-долинним рельєфом;

Складається з відкладів верхньої крейди (мергелі), міоцену (вапняки, піски) та плейстоценових лесових покривів. Утворення прохідних долин відбулося в епоху зледеніння.

#### Давидівське пасмо
Існують різні підходи до визначення меж пасма. Деякі дослідники (зокрема І. Бурачинський та О. Федірко, В. Брусак) вважають його частиною Розточчя, включаючи гору Високий Замок, Знесіння, Винниківський ліс, Чортові скелі та Медову печеру. Водночас К. І. Геренчук виділяє Давидівське пасмо як окремий природний район, з характерними значними висотами, розчленованим рельєфом. Проте згідно деяких джерел Давидівське пасмо відносять до північно-східної частина Львівського плато
Давидівське пасмо — різко асиметричне — північно-східний схил утворює крутий уступ до Грядового Побужжя, тоді як південно-західний плавно переходить у Львівське Опілля. Пасмо глибоко розчленоване долинами, що утворюють окремі масиви, такі як Кортумова гора, Княжа гора, Піскова гора та Знесіння. Його відроги охоплюють ерозійні останці, що тягнуться від Високого Замку через Чортову скелю до сіл Гончарі й Під'ярків. Абсолютні висоти досягають більше 400 метрів.

## Передкарпатська височина
Передкарпатська височина — це передгірна рівнина, що простягається вздовж північно-східного краю Українських Карпат на понад 300 км у межах Львівської, Івано-Франківської та Чернівецької областей. Височина включає в себе три геоморфологічні підобласті: Прибескидське, Пригорганське і Покутсько-Буковинське Передкарпаття. Львівщина розміщена у Прибескидському Передкарпатті і на правобережжі річки Свічі, невелика ділянка належить до підобласті Пригорганського Передкарпаття (Свіче-Сивкинський підрайон Заліської височини).

### Прибескидське Передкарпаття
Прибескидське Передкарпаття займає території між річкою Свічею на сході та кордоном з Польщею на заході. У межах цього регіону виділяються шість основних типів рельєфу, що формувалися під впливом тектонічних рухів, діяльності річок, льодовиків і ерозійних процесів.
1. Долинно-терасовий рельєф (тераси річкових долин, наприклад, Дністра та Стрия).
2. Улоговинно-терасовий рельєф (тектонічні депресії, ерозія та льодовикові води).
3. Водно-льодовиково-алювіальний рельєф (відклади на Надсянській рівнині).
4. Водно-льодовиково-ерозійний рельєф (морени, гляціодислокації в межах Сянсько-Дністерської височини, а також трапляється на Стривігорській височині).
5. Денудаційно-акумулятивний рельєф (міжрічні рівнини з терасами).
6. Денудаційно-ерозійний рельєф (схили Карпат).

На підставі морфогенетичного та територіального принципів у Прибескидському Передкарпатті виділено шість геоморфологічних районів:
- Надсянська воднольодовикова й алювіально-денудаційна рівнина
- Сянсько-Дністерська увалисто-горбиста льодовиково-воднольодовикова вододільна височина
- Верхньодністерська алювіальна рівнина
- Стривігорська денудаційно-акумулятивна височина
- Дрогобицька денудаційно-акумулятивно-ерозійна височина
- Моршинська денудаційно-акумулятивна височина

Незначну площу, в межах Львівської області, на правому березі річки Свіча, займає Свіче-Сивкинська денудаційно-акумулятивна височина, вона входить до Пригорганського Передкарпаття (підрайон Заліської денудаційно-акумулятивної височини).

#### Надсянська рівнина
Надсянська воднольодовикова й алювіально-денудаційна рівнина розташована в північно-західній частині Прибескидського Передкарпаття. Південна межа проходить по долині річки Вишні. Північна межа слабовиражена, і проходить по межиріччю річок Шкло і Завадівки. Абсолютні висоти переважно становлять 220—250 м, максимальні досягають 277 м. Переважають плоскі, слабодреновані та заболочені рівнини. Ландшафти подібні до поліських через заболочення і плоский рельєф. Присутні унікальні еолові форми, такі як дюни. На межиріччях річок Вишні та Віжомлі, Віжомлі і Шкла трапляються залишки морени з великими валунами, гляціодислокації.

#### Сянсько-Дністерська височина
Сянсько-Дністерська увалисто-горбиста льодовиково-воднольодовикова вододільна височина обмежена долиною річки Вишні на північному сході та сході, а також річки Болозівки на південному заході та півдні. Абсолютні висоти коливаються в межах 280—340 м, найвища точка — 341 м біля села Чижки. Рельєф представлений увалами (подовженими височинами) з розчленованими схилами. Виділено шість основних увалів, зокрема Коропуський, Підліський, Золотковицький, Гусаківський, Боратицький і Чижківський. Напрями річкових долин (меридіональні та субмеридіональні) пов'язують із просуванням льодовика в нижньочетвертинний період. На південь від лінії Судова Вишня — Мостиська льодовик рухався лише по річкових долинах.

#### Верхньодністерська рівнина
Верхньодністерська алювіальна рівнина розташована на лівобережжі Дністра. Простягається від злиття Стривігора й Болозівки до гирла річки Свічі. Рельєф пов'язаний із неотектонічними рухами, діяльністю льодовика та впливом річок, максимальні висоти — 260—275 м. Деякі відмінності в морфології та історії розвитку рельєфу дають змогу виділити в межах улоговини два геоморфологічних підрайони: Самбірська та Стрийсько-Жидачівська улоговини.
- Самбірська улоговина — простягається від долини Стривігора до долини Нежухівки. Характеризується заболоченими заплавами, врізаними руслами річок та алювієм товщиною понад 18 м.
- Стрийсько-Жидачівська улоговина — розташована між річками Нежухівка та Свічі. Майже вся територія входить у межі відомого конусу виносу річки Стрий, де зафіксована найбільша для Передкарпаття потужність алювіальних відкладів — 30 м.

#### Стривігорська височина

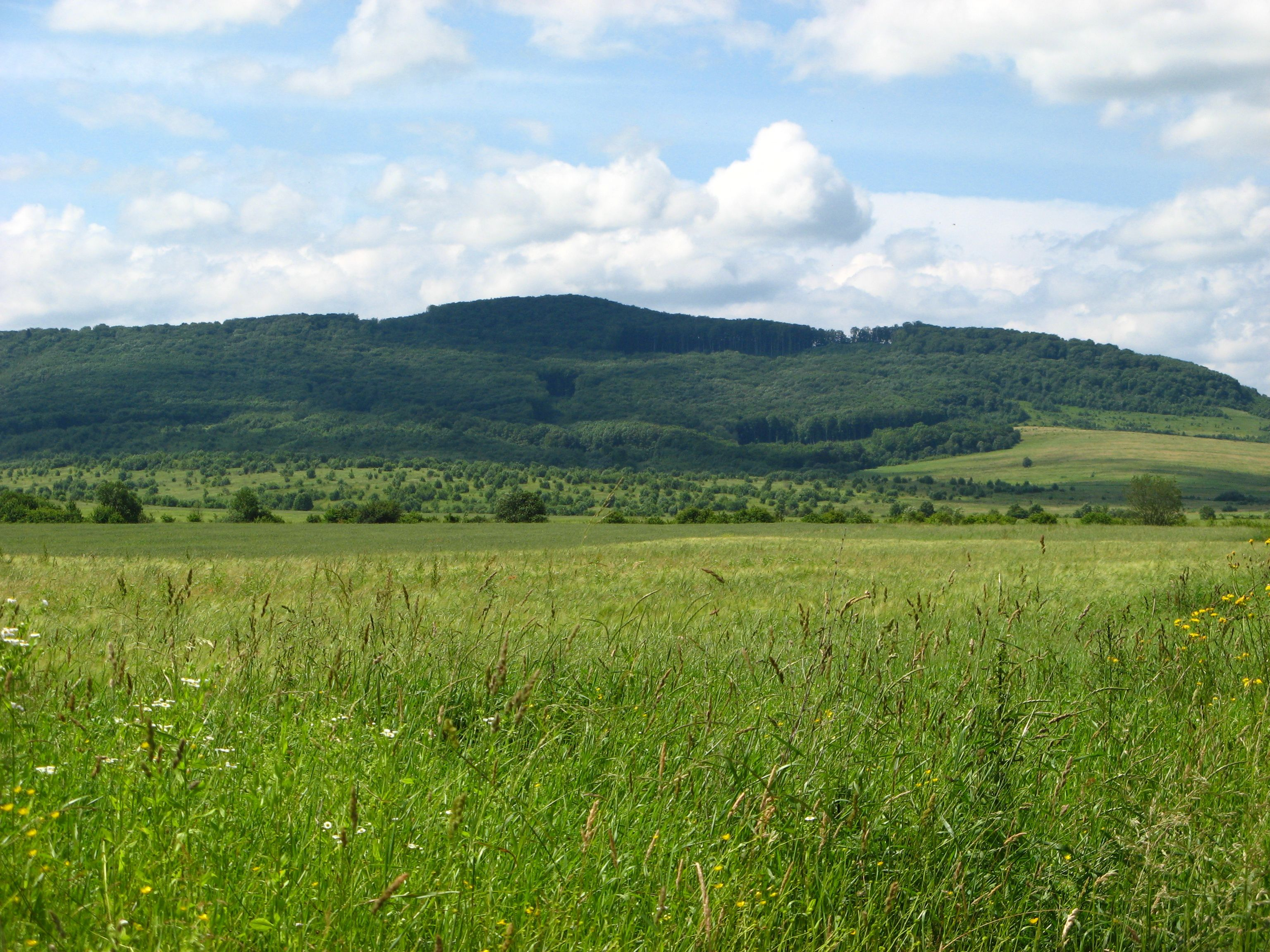
Гора Радич

Стривігорська денудаційно-акумулятивна височина охоплює межиріччя Болозівки — Стривігора та Стривігора — Дністра. Найвища точка регіону — гора Радич (519 м), що є найвищою вершиною північно-західного Передкарпаття. Межиріччя характеризуються увалисто-балковим рельєфом і наявністю п'яти надзаплавних терас. Зустрічаються залишки шостої тераси (Лоєвої) та Красної, що відображають денудаційно-акумулятивні рівні рельєфу.
На межиріччях поширені флювіогляціальні відклади, валуни, галечники, що є наслідком діяльності льодовика в нижньому плейстоцені.

#### Дрогобицька височина
Дрогобицька денудаційно-акумулятивно-ерозійна височина — передгірна височина у межиріччі Дністра та Стрию, в межах Дрогобицького і Стрийського районів Львівській області. Рельєф розчленованим через річкові долини Бистриці Підбузької, Тисьмениці, Колодниці, Нежухівки та їхніх приток. Середня висота 300—400 м, максимальна — 417 метрів (північніше села Тустановичі). Характерний увалисто-хвилястий тип рельєфу з розгалуженою яружно-балковою сіткою, що є доказом сучасної тектонічної активності. Геоструктурно пов'язана з Передкарпатським прогином. Укладена лесоподібними суглинками та галечниками. Через відмінності в рельєфі тут виділяють два підрайони Бистрице-Підбузьку та Колодницьку височини.
- Бистрице-Підбузька височина — розташована між Дністром і Тисьменицею. Характеризується горбисто-увалистими межиріччями та широкими терасованими долинами.
- Колодницька височина — розташована в межиріччі Тисьмениці та Стрия. Має складніший рельєф із розвинутою ярково-балковою мережею, особливо в басейнах потоків Лютичина й Летнянка.

#### Моршинська височина
Моршинська денудаційно-акумулятивна височина розташована в межиріччі між річками Стрий і Свіча. Це порівняно невелика за розміром територія, висоти якої переважно знаходяться в межах 300—350 метрів над рівнем моря. Височина простягається вузькою смугою у напрямку на північний схід. Більша частина її поверхні сформована п'ятою надзаплавною терасою. Поблизу гірського краю зустрічаються залишки поверхонь, що виникли в результаті денудації та акумуляції, пов'язані з шостою терасою. Схили височини порізані мережею водотоків, лісистих ярів і балок, що створюють додаткову розчленованість рельєфу.

#### Свіче-Сивкинська височина
В межах області Свіче-Сивкинська денудаційно-акумулятивна височина займає невелику територію правого берегу річки Свіча, в межах сіл Зарічне, Лисків, Чертіж, Дубравка. Височина розташована в зовнішній зоні прогину і опущеній частині платформи, висоти плавно знижуються від гір до Дністра. Максимальні абсолютні висоти становлять 360—400 метрів, а відносні до 100 метрів, в районі села Чертіж. У долинах річок Свічі та Дністра переважають низькі тераси (перша і друга). Межиріччя представлені денудаційно-акумулятивними поверхнями, зокрема шостою терасою (Лоєвої).

## Скибові Карпати
Скибові Карпати — геоморфологічна область складчасто-насувних середньогір'їв і низькогір'їв у межах Карпатської гірської країни. В Україні охоплює Львівську, Івано-Франківську і Чернівецьку області. За деякими відмінностями в морфології, генезисі та історії розвитку рельєфу Скибові Карпати поділяють на три геоморфологічні підобласті: Бескиди(в межах Львівської і Закарпатської областей), Горгани (в межах Івано-Франківської і Закарпатської областей) та Покутсько-Буковинські Карпати (в межах Івано-Франківської та Чернівецької областей).

### Геоморфологічна підобласть Бескид
Території Львівської області майже повністю розміщена в підобласті Бескид яка простягнуся від кордону з Польщею до долини річки Мізунки. У поперечному перетині виділяється до 8–10 гірських ланцюгів, які відповідають окремим геологічним скибам. Висота хребтів поступово зростає з північного заходу на південний схід.
У геоморфологічній підобласті Бескидів виділено два геоморфологічних райони:
- Верхньодністровські Бескиди — з пересічними висотами 600—800 метрів, максимальна — 1022 м (гора Маґура-Лімнянська);
- Сколівські Бескиди — з пересічними висотами 600—800 метрів, з максимальними висотами на хребті Парашки і хребті Красношир Магура (1362 м).[2]

#### Верхньодністровські Бескиди
Розташовані в північнозахідній частині Скибових Карпат. Характерний низькогірний рельєф з м'якими обрисами, абсолютна висота 600—800 м. Виняток становлять хребти: Магуро-Лімнянський (1022 м), Розлуцький (932,9 м) та Цюховий (939,4 м). Річки, як-от Стрий і частково Дністер, мають врізані меандри, широкі долини з похилими схилами, поздовжні долини домінують над поперечними. У межах низькогірних Верхньодністерських Бескидів виділені такі підрайони: Хирівський, Підбузький, Орівський, Орово-Магуро-Лімнянський, Топільнице-Розлуцький кожен з яких має геологічну прив'язку до певних скиб.
- Хирівський підрайон — розташований між річками Вирва, Стривігор та Дністер. Абсолютні висоти складаються з невисоких хребтів з висотами 500—730 м, зокрема вершини Комарка (652 м) і Велика Сушиця (733 м). Підрайон займає вузьку смугу крайового низькогір'я, сформованого на Орівській і Сколівській скибах. Основу хребтів становлять відклади стрийської світи, поздовжні долини закладені уздовж виходів аргілітів і алевролітів менілітової світи. Долини потоків врізані глибоко, мають круті та урвисті береги.[26]
- Підбузький підрайон — розташований між річками Дністер, Бистриця Підбузька та Тисьмениця. Абсолютні висоти поступово зростають з 500—600 м до 600—720 м, найвища точка — гора Виділок (858 м) у Сколівській морфоструктурі. Рельєф розчленований численними притоками річок та верхів'ями Тисьмениці. Провідну роль у формуванні підрайону відіграють відклади стрийської світи верхньої крейди.[26]
- Орівський підрайон — розташований в південно-східній частині Верхньо-Дністерських Бескидів, між верхів'ями Тисьмениці та долиною річки Стрий. Представлений Береговою морфоструктурою (висоти 700—800 м) і Орівською морфоструктурою (максимальна висота — хребет Цюховий 939 м). Основу становлять відклади стрийської світи та ямненські пісковики, які утворюють мальовничі скелі поблизу сіл Урич і Ямельниця. Сюди також входить мікрорайон Синьовидненська улоговина, що утворився на злитті річок Стрий і Опір у зоні поширення менілітової світи.[26]
- Орово-Магуро-Лімнянський підрайон — розташований між річками Дністер і Стривігор. Район входить до складу морфоструктур Парашки, Зелем'янки і Рожанки. Морфоструктура Парашки займає найширшу частину підрайону і включає низькогірні хребти з вершинами Кобила — 749 м, Свиний — 752 м та Магура — 736 м, розділені поздовжніми долинами. Морфоструктура Зелем'янки представлена хребтами Оровий і Верх Оровий із куполоподібними вершинами гора Яворнисько — 800 м, гора Горб — 739 м. Хребти складаються з дрібноритмічного флішу верхньої крейди, еоцену та олігоцену, що формує сильно розчленоване низькогір'я.[26]
- Топільнище-Розлуцький підрайон — розташований між річками Дністер і Стривігор. Район входить до складу морфоструктур Парашки, Зелем'янки і Рожанки (Розтоцько-Розлуцький ланцюг). Характеризується чергуванням хребтів «карпатського» напрямку з поздовжніми долинами (Топільниця, Свидник, Ясениця, Волосянка). Абсолютні висоти підвищуються з північного сходу на південний захід в межах 750—900 метрів, найвищі точки: гора Розлуч (932,9 м), гора Вінець (891,9 м). У структурі хребтів домінують відклади стрийської світи, у долинах — менілітової світи.[26]

#### Сколівські Бескиди

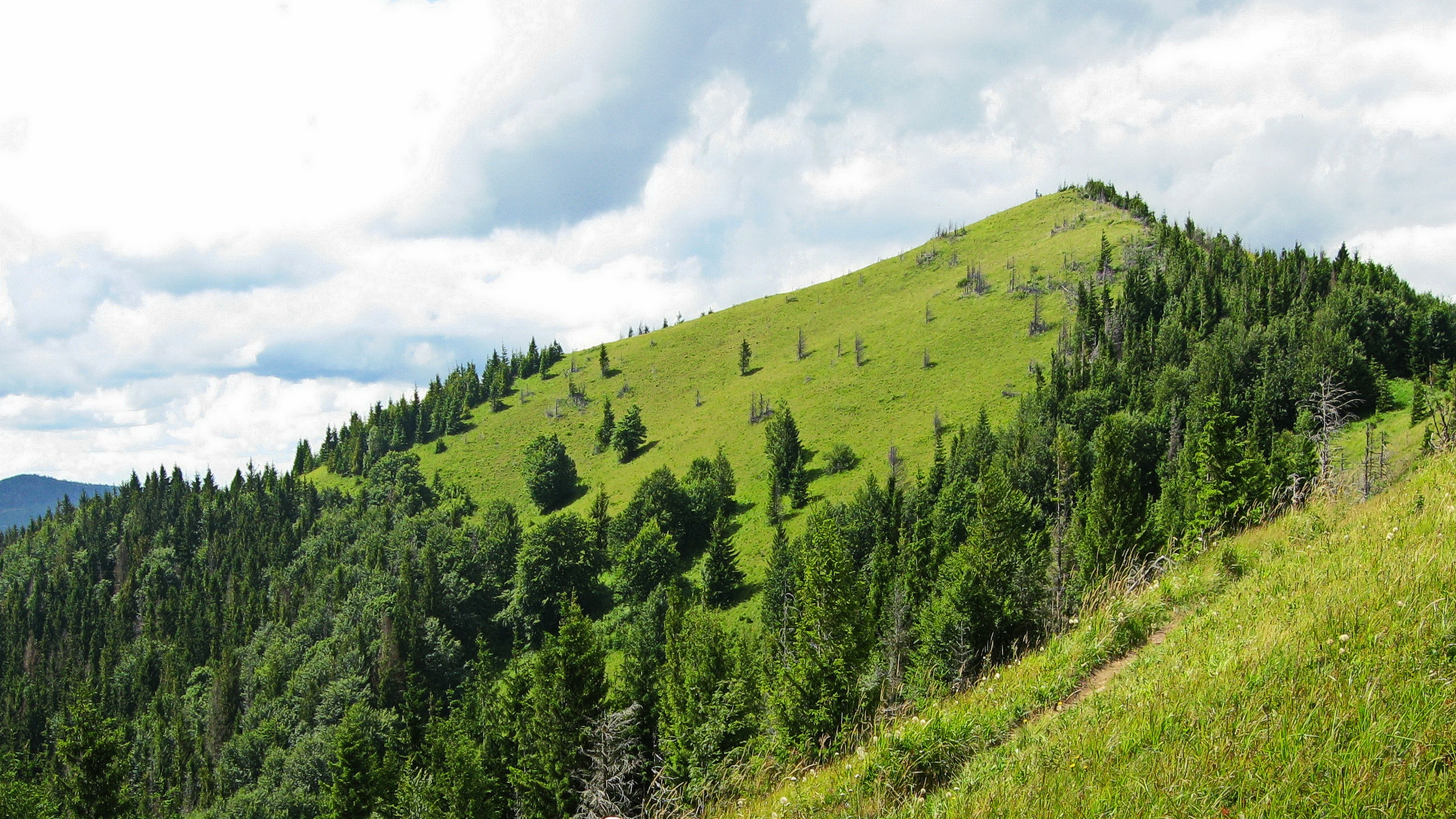
Хребет Парашки

Геоморфологічний район Сколівських Бескидів, також відомий як Район середньовисотних моноклінальних хребтів, охоплює територію в межиріччі Стрия — Опору — Сукелю — Мізунки. Основні хребти належать до морфоструктур Сколівської, Парашки, Зелем'янки та Рожанки. Абсолютні висоти здебільшого становлять 900—1200 м, найвища точка — гора Магура (1362 м), гора Парашка — 1268,5 м. Високі перепади абсолютних і відносних висот пояснюються розташуванням району між Бескидським і Горганським блоками. Середньогірний рельєф домінує, однак у Сукельському підрайоні є елементи низькогір'я. Річки (Опір, Сукіль, Лужанка, Мізунка) утворюють глибоко врізані поперечні долини, що перетинають хребти. Виділяються три підрайони: Парашківсько-Високоверхський, Сукельський і Магуро-Зелем'янський, так як у кожного відмінні рельєфні особливості.
- Парашківсько-Високоверхський підрайон — розташований між річками Стрий і Опір, охоплюючи морфоструктури (скиби) Сколівську, Парашки, Зелем'янки та Рожанки. З моноструктурою Парашки повязані два паралельні хребти, північно-східний із вершинами Парашка (1268,5 м) і Великий Верх (1177,5 м) та південно-західний із вершиною Виднога (1132 м). Скиба Зелем'янки має куполоподібні вершини, розділені потоками хребти з вершинами Перекоп (1212,9 м) і Кремінна (1135,5 м). В моносткуртурі Рожанки включено два хребти, північно-східний із вершинами Шебела (1216 м) і Кремінець (1226,6 м) та південно-західний із вершинами Високий Верх (1176,8 м) і Менчул (1126 м), що є продовженням Розлуцького хребта.[3]
- Сукельський підрайон — займає територію між річками Стрий і Мізунка-Свіча. Висоти зростають з північного заходу на південний схід і від краю гір углиб. Це єдиний підрайон Сколівських Бескидів із низькогірним рельєфом, утвореним переважно на відкладах менілітової світи (аргіліти). Охоплює Берегову і Орівську морфоструктури. В межах берегового низькогір'я висоти 550—750 м, найвища точка — Оси Горб (763,3 м), Орівська морфоструктура з максимальними висотами на межиріччі Лужанки і Мізунки, включаючи вершини Половатинець (1035,8 м) і Церковище (1119,8 м). Підрайон розчленований долинами потоків басейнів річок Сукіль і Лужанка. Річки мають круті береги, пороги і невеликі водоспади.[3]
- Магуро-Зелем'янський підрайон — займає проміжне положення між Бескидами та Горганами. Розташований між річками Опір і Мізунка, охоплюючи морфоструктури (скиби) Сколівську, Парашки, Зелем'янки та Рожанки. Абсолютні висоти хребтів варіюються від 900 до 1362,7 м, в залежності від моноструктури:
  - Сколівська морфоструктура: Яворинка (1131 м);
  - Парашки: Буковинець (1258,9 м), Чорна Охла (1287,2 м), Зелем'янка (1265 м);
  - Зелем'янки: Кіндрат (1156 м), Матачів (1217 м), Магура (1362,7 м);
  - Рожанки: Магій (1281,4 м), Чирак (1249,6 м).

Також для усіх хребтів притаманна чітка асиметрія схилів, північно-східні — круті (25–35°), південно-західні — помірні (20–25°). На схилах хребтів, зокрема в басейні Мізунки, часто трапляються кам'яні розсипи через наявність ямненських пісковиків.

## Вододільно-Верховинські Карпати
Ця геоморфологічна область займає південь Львівщини, сформована на структурах зони Кросно, де домінує дрібноритмічний олігоценовий фліш, зокрема кросненська серія, основні компоненти якої є — аргіліти, пісковики та алевроліти. Рельєф низькогірний із широкими поздовжніми долинами, які Петро Цись назвав «верховинським типом рельєфу». На території Львівщини в межах Вододільно-Верховинських Карпат виділяють три форми рельєфу: низькогірних ерозійно-антиклінальних хребтів, середньогірних ерозійно-структурних хребтів і синклінальних поздовжніх долин. На підставі цього тут виділяють два геоморфологічні райони: Стрийсько-Сянська верховина, Верховинсько Вододільний хребет.

### Стрийсько-Сянська верховина
Геоморфологічний район, який охоплює низькогірні хребти та поздовжні долини, утворені ерозійно-тектонічними процесами. Вона простягається від кордону з Польщею (західніше села Боберка) до верхів'я річки Славка, займаючи довжину близько 85 км і максимальну ширину 30 км.
У північно-західній частині чітко виділяються низькогірні хребти та долини, які витягнуті в напрямку північний захід — південний схід. Вздовж південно-західних схилів Розлуцько-Магуро-Лімнянського хребта розташована Турківська долина, яка є давньою формою рельєфу і яку успадкувало верхів'я Дністра. Боринська долина, є також давньою поздовжньою долиною, що тягнеться через населені пункти Бориня, Нижня Яблунька та Шандровець, у ній протікають притоки Сяну і Стрия.
Боринська долина відокремлена від Турківської горбисто-пасмовим низькогір'ям із висотами до 785 м. На півдні розташовані хребти Сянський (874 м) і Бучок (951 м), які відокремлюють Боринську долину від давньої Сянської, де протікає річка Сян уздовж кордону з Польщею.
У південно-західній частині району, у зоні між річками Стрий і Опір, розташовані невеликі хребти, між якими простягаються долини, орієнтовані з північного заходу на південний схід. Серед них варто виділити долину Довжанки, яка знаходиться між хребтами Дзвинів (з висотою 1107 м) і Довжки (максимальні висоти 1040—1056 м), а також долину Поточинки, що лежить між хребтом Довжки і масивом Сможе (гора Добце, 1041 м). Рельєф Стрийсько-Сянської верховини зберіг фрагменти давніх вирівняних поверхонь. Найвищі точки хребтів досягають абсолютних висот понад 1100 м, а в долинах можна зустріти залишки пліоценових і еоплейстоценових терас.
За деякими морфоструктурними і морфоскульптурними відмінностями в межах Стрийсько-Сянської верховини виділяють такі підрайони: Турківська верховина, Сможевська верховина і Славська верховина.
- Турківська верховина — розташована в північно-західній частині Стрийсько-Сянської верховини — від кордону з Польщею до меридіонального відрізка долини Стрия. Основний рельєф представлений низькогірними антиклінальними хребтами та синклінальними долинами. Рельєф підрайону сформувався переважно на Турківській і частково на звужених ділянках Бітлянської і Славсько-Верховинської тектонічних підзон. Максимальні абсолютні висоти не перевищують 800—900 м. Для підрайону характерне досить інтенсивне ярково-балкове розчленування, наявність давніх і сучасних зсувів.
- Сможевська верховина — охоплює верхів'я річок Стрия та Опору, сформувалася на південно-східному піднятті Турківського синклінорію. У рельєфі домінують два розгалужені хребти з крутими схилами (15–20° місцями до 25°) та глибоко врізаними численними потоками. Між долинами Поточинки і Климчанки (найвищі вершини г. Гостилів — 1017 м і г. Добце — 1041) та Климчанки і верхів'ям Стрия (найвищі вершини г. Берда — 1196,7, г. Плай — 1165,2, г. Станеша — 1154,8). На поверхню виходять груборитмічні відклади крейдового та еоценового флішу.
- Славська верховина — розташована між долинами річок Стрия та Рожанки вздовж південно-західного краю Скибових Бескид. На межиріччі Стрия-Головчанки виділяється у рельєфі контрастним поєднанням середньовисотних хребтів Дзвинів і Довжки з численними улоговинами (Орявська, Тухольська, Славська). Хребти мають карпатське простягання (північний захід — південний схід). Відносні висоти коливаються до долини Опору, Плаве, Славської в межах 250—350 м. Найвищі вершини — Тростян (1232,3 м), Плішка (1037,2 м), Ільза (1064,5 м).

### Верховинсько Вододільний хребет

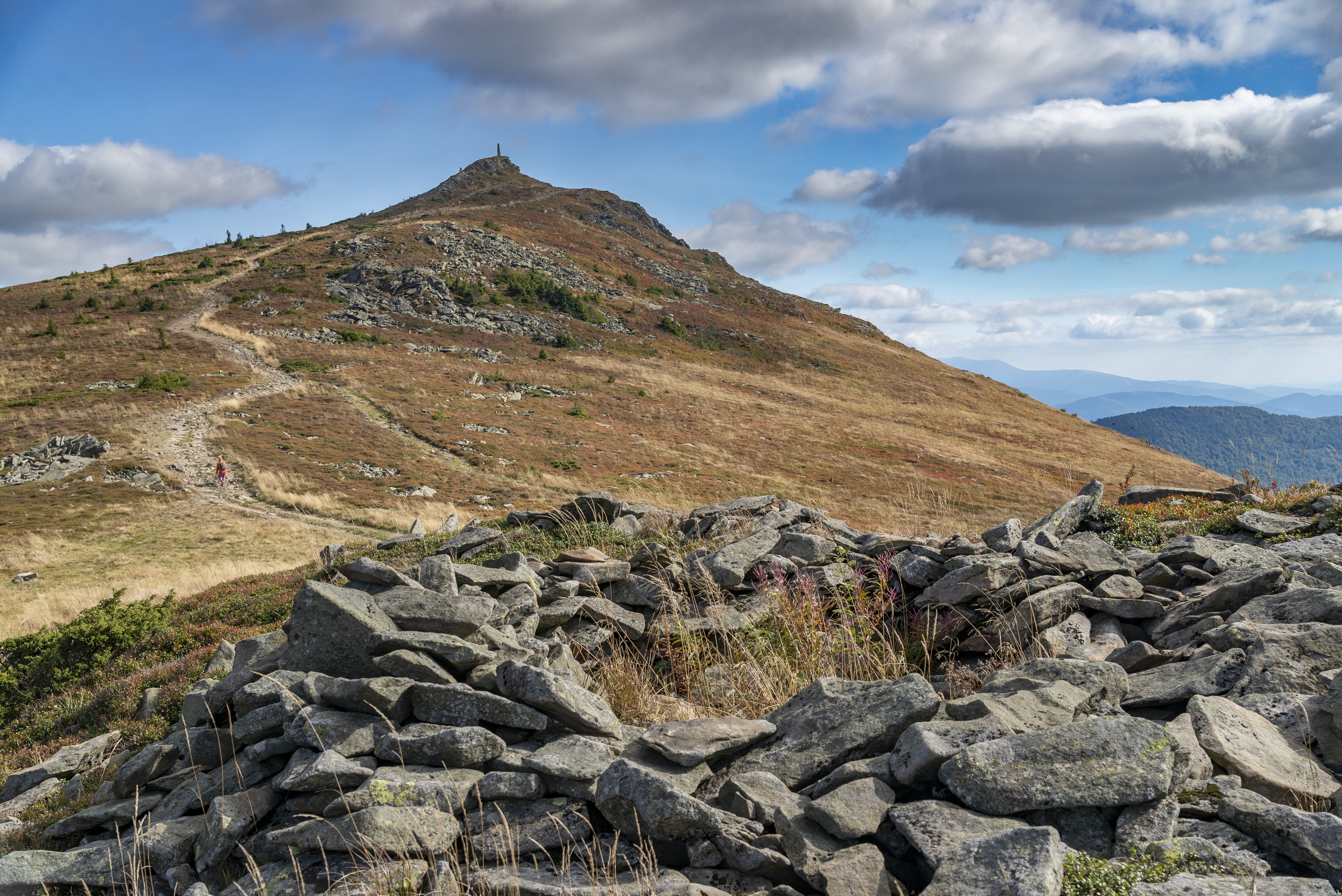
Вершина г.Пікуй

Верховинський вододільний хребет простягається від Ужоцького перевалу до Вишківського (Торунського) перевалу. Північно-західна частина хребта, сформована на антиклінальній складці з «карпатським» напрямком простягання. Хребет чітко піднімається над низькогірними районами Стрийсько-Сянської та Воловецької верховин. Північно-західна частина хребта сформувався на антиклінальній складці, яка стикується з Дуклянським покривом, який побудований палеогеновим і крейдовим флішем. Південно-східна частина Верховинського хребта побудована відкладами кросненської серії, які менш стійкі до ерозійних процесів.
В межах Верховинського вододільного хребта за деякими морфоструктурними та морфоскульптурними особливостями виділяють два геоморфологічні підрайони:ерозійно-антиклінальний середньогірський хребет Буківська полонина та Верховинський ерозійно-тектонічний хребет.
- Ерозійно-антиклінальний середньогірський хребет Буківська полонина — розташовий в західній частині Верховинсько Вододільного хребта та охоплює відрізок між Ужоцьким і Верецьким перевалами (межиріччя річки Стрия і його притоки Гусне). З північного заходу на південний схід на цій ділянці хребет простежується вершинами, які мають абсолютні висоти понад 1000 м: г. Перейба (1018,1 м), г. Блишня (1040,2), г. Дрогобицький Камінь (1186,1), г. Старостинка (1226,4), г. Журавка (1226,0), г. Листкованія (1245,8), г. Великий Верх (1309,1), г. Гуснянський Менчил (1284,5), г. Нондаг (1303,3), г. Пікуй (1408,3 м, найвища вершина у Львівській області).
- Верховинський ерозійно-тектонічний хребет — починається від Верецького і закінчується біля Вишківського перевалу. Від гори Пікуй до Вишківського перевалу хребет набуває звивистої форми: окремі ділянки з «карпатським» напрямком чергуються із субширотними. Крутіші схили переважають на північних і північно-східних частинах, тоді як південні та південно-західні схили є більш пологими. Від околиць села Верхнячка хребет набуває в основному східного напряму, але з досить звивистою гребеневою лінією та поступовим підвищенням абсолютних висот до 900—1000 м (г. Явірник, 1120,6 м; г. Магура, 941,23; г. Гнила, 981,8; г. Близнюки, 1221,0; г. Чорна Ріпа, 1285,1; г. Обнога, 1211,7). Сформувалася ця частина Верховинського вододільного хребта на потужних товщах кросненських порід з переважанням моноклінального залягання пластів. Під впливом інтенсивної ерозії у верхів'ях рік басейну Дністра з півночі і басейну Тиси з півдня сприяли створенню звивистої ділянки вододільного хребта.[29]